# René Vydarený
René Vydarený (* 6. května 1981, Bratislava) je bývalý slovenský hokejový obránce.

## Hráčská kariéra
S hokejem začal ve Slovanu Bratislava, kde prošel všemi mládežnickými kategoriemi. Před sezonou 1998/99 přestoupil do týmu HK Trnava, v jehož dresu debutoval v „áčku“ hrajícího první slovenskou ligu, ale nastupoval i za juniorku Slovanu. V roce 1999 byl draftován ve 3. kole (celkově 69.) kanadským mužstvem Vancouver Canucks. V zámoří začínal v QMJHL, kde v sezoně 1999/00 hrál za klub Rimouski Océanic z Kanady a pomohl mu vyhrát President's Cup i Memorial Cup. Další ročník nastupoval v IHL za americký tým Kansas City Blades. Na novou sezonu 2001/02 v zámoří přestoupil do kanadského mužstva Manitoba Moose hrajícího AHL, zároveň nastupoval v ECHL za celek Columbia Inferno z USA. Od roku 2002 pravidelně hrál za Manitobu, ale v ročníku 2003/04 přestoupil do kanadského klubu Hamilton Bulldogs. Před sezonou 2004/05 se vrátil na Slovensko do Slovanu Bratislava, se kterým vybojoval v nejvyšší soutěži mistrovský titul a dostal se i do All-Star týmu. Po roce odešel do české extraligy a podepsal dvouletou smlouvu s týmem HC České Budějovice, s nímž vybojoval v ročníku 2007/2008 bronzovou medaili. 28. října 2009 byl z Budějovic vyměněn do Sparty Praha za Stanislava Hudce. V roce 2010 se vrátil do Českých Budějovic, se kterými se po svém návratu dvakrát představil na European Trophy a jednou v Lize mistrů IIHF.
Před sezonou 2013/14 odešel do nově vzniklého extraligového klubu Mountfield HK z Hradce Králové, kam se tehdy přesunul celý českobudějovický tým. Krátce po přesunu si s mužstvem zahrál na turnaji European Trophy v severní divizi, kde Hradec skončil v konfrontaci s kluby Luleå HF (Švédsko), EC Red Bull Salzburg (Rakousko), HC Škoda Plzeň, HC Kometa Brno, Kärpät Oulu (Finsko), Hamburg Freezers a Eisbären Berlín (oba Německo) na osmém nepostupovém místě. V lednu 2016 uzavřel s královéhradeckým vedením nový dvouletý kontrakt. S Hradcem se představil na konci roku 2016 na přestižním Spenglerově poháru, kde byl tým nalosován do Torrianiho skupiny společně s celky HC Lugano (Švýcarsko) a Avtomobilist Jekatěrinburg (Rusko) a skončil v základní skupině na druhém místě. Ve čtvrtfinále poté vypadl po prohře 1:5 nad evropským výběrem Kanady. V ročníku 2016/17 s mužstvem poprvé v jeho historii postoupil v nejvyšší soutěži do semifinále play-off, kde byl klub vyřazen pozdějším mistrem – Kometou Brno v poměru 2:4 na zápasy, ale Vydarený společně se spoluhráči a trenéry získal bronzovou medaili. Profesionální kariéru ukončil v březnu 2021 ve 39. letech. Bez hokeje ale nezůstal, v Českých Budějovicích vypomáhal v krajské lize týmu HC Samson České Budějovice.

## Ocenění a úspěchy
- 2005 SHL – All-Star Tým
- 2019 1.ČHL – Nejlepší hráč v pobytu na ledě (+/-)

## Prvenství
- Debut v ČHL – 9. září 2005 (Rytíři KladnoHC Rabat Kladno proti HC České Budějovice)
- První asistence v ČHL – 27. září 2005 (HC Vítkovice Steel proti HC České Budějovice)
- První gól v ČHL – 16. března 2006 (HC České Budějovice proti Bílí Tygři Liberec, českému brankáři Pavlu Faltovi)

## Klubová statistika
| Sezóna       | Klub                          | Soutěž       |     | Základní část | Základní část | Základní část | Základní část | Základní část |   | Play off | Play off | Play off | Play off | Play off |
| Sezóna       | Klub                          | Soutěž       | Z   | G             | A             | B             | TM            | Z             | G | A        | B        | TM       |          |          |
| 1998/1999    | HK Trnava                     | 1.SHL        | 20  | 1             | 6             | 7             | 6             | —             | — | —        | —        | —        |          |          |
| 1999/2000    | Rimouski Océanic              | QMJHL        | 51  | 7             | 23            | 30            | 41            | 14            | 2 | 2        | 4        | 20       |          |          |
| 2000/2001    | Kansas City Blades            | IHL          | 39  | 0             | 1             | 1             | 25            | —             | — | —        | —        | —        |          |          |
| 2001/2002    | Manitoba Moose                | AHL          | 61  | 3             | 11            | 14            | 15            | 7             | 0 | 2        | 2        | 4        |          |          |
| 2001/2002    | Columbia Inferno              | ECHL         | 10  | 2             | 1             | 3             | 9             | —             | — | —        | —        | —        |          |          |
| 2002/2003    | Manitoba Moose                | AHL          | 71  | 2             | 8             | 10            | 46            | 14            | 0 | 2        | 2        | 16       |          |          |
| 2003/2004    | Manitoba Moose                | AHL          | 50  | 2             | 10            | 12            | 16            | —             | — | —        | —        | —        |          |          |
| 2003/2004    | Hamilton Bulldogs             | AHL          | 13  | 0             | 3             | 3             | 2             | 10            | 0 | 1        | 1        | 9        |          |          |
| 2004/2005    | HC Slovan Bratislava          | SHL          | 33  | 0             | 4             | 4             | 22            | 19            | 1 | 4        | 5        | 24       |          |          |
| 2005/2006    | HC České Budějovice           | ČHL          | 52  | 0             | 7             | 7             | 32            | 10            | 3 | 0        | 3        | 4        |          |          |
| 2006/2007    | HC Mountfield                 | ČHL          | 44  | 4             | 5             | 9             | 40            | 11            | 1 | 1        | 2        | 8        |          |          |
| 2007/2008    | HC Mountfield                 | ČHL          | 52  | 4             | 8             | 12            | 28            | 11            | 4 | 1        | 5        | 18       |          |          |
| 2008/2009    | HC Mountfield                 | ČHL          | 46  | 3             | 13            | 16            | 32            | —             | — | —        | —        | —        |          |          |
| 2009/2010    | HC Mountfield                 | ČHL          | 19  | 1             | 4             | 5             | 18            | —             | — | —        | —        | —        |          |          |
| 2009/2010    | HC Sparta Praha               | ČHL          | 31  | 1             | 6             | 7             | 18            | 4             | 0 | 0        | 0        | 4        |          |          |
| 2010/2011    | HC Mountfield                 | ČHL          | 41  | 6             | 15            | 21            | 22            | 4             | 0 | 0        | 0        | 2        |          |          |
| 2011/2012    | HC Mountfield                 | ČHL          | 48  | 4             | 6             | 10            | 30            | 2             | 0 | 0        | 0        | 2        |          |          |
| 2012/2013    | HC Mountfield                 | ČHL          | 50  | 5             | 9             | 14            | 26            | 5             | 0 | 1        | 1        | 2        |          |          |
| 2013/2014    | Mountfield HK                 | ČHL          | 45  | 5             | 15            | 20            | 32            | 3             | 0 | 3        | 3        | 0        |          |          |
| 2014/2015    | Mountfield HK                 | ČHL          | 35  | 1             | 9             | 10            | 24            | 4             | 0 | 2        | 2        | 6        |          |          |
| 2015/2016    | Mountfield HK                 | ČHL          | 37  | 2             | 9             | 11            | 16            | 5             | 0 | 0        | 0        | 6        |          |          |
| 2016/2017    | Mountfield HK                 | ČHL          | 46  | 3             | 11            | 14            | 22            | 11            | 0 | 0        | 0        | 8        |          |          |
| 2017/2018    | Mountfield HK                 | ČHL          | 43  | 0             | 2             | 2             | 18            | 8             | 0 | 2        | 2        | 6        |          |          |
| 2018/2019    | ČEZ Motor České Budějovice    | 1.ČHL        | 54  | 2             | 16            | 18            | 28            | 11            | 1 | 3        | 4        | 6        |          |          |
| 2019/2020    | ČEZ Motor České Budějovice    | 1.ČHL        | 52  | 7             | 23            | 30            | 42            | —             | — | —        | —        | —        |          |          |
| 2020/2021    | Madeta Motor České Budějovice | ČHL          | 52  | 3             | 8             | 11            | 40            | —             | — | —        | —        | —        |          |          |
| 2021/2022    | HC Samson České Budějovice    | KHL          | 15  | 4             | 14            | 18            | 10            | 9             | 2 | 13       | 15       | 4        |          |          |
| 2022/2023    | HC Samson České Budějovice    | KHL          | 13  | 2             | 13            | 15            | 16            | 7             | 2 | 14       | 16       | 27       |          |          |
| Celkem v ČHL | Celkem v ČHL                  | Celkem v ČHL | 541 | 42            | 127           | 169           | 398           | 78            | 8 | 10       | 18       | 66       |          |          |

## Reprezentace
| Rok                       | Tým                       | Soutěž                    | Z  | G | A | B | TM |
| ------------------------- | ------------------------- | ------------------------- | -- | - | - | - | -- |
| 1999                      | Slovensko 18              | MS-18                     | 7  | 0 | 0 | 0 | 2  |
| 2000                      | Slovensko 20              | MSJ                       | 7  | 0 | 0 | 0 | 2  |
| 2001                      | Slovensko 20              | MSJ                       | 7  | 0 | 3 | 3 | 0  |
| 2005                      | Slovensko                 | MS                        | 7  | 0 | 0 | 0 | 12 |
| 2006                      | Slovensko                 | MS                        | 7  | 1 | 0 | 1 | 6  |
| 2008                      | Slovensko                 | MS                        | 2  | 0 | 0 | 0 | 2  |
| 2009                      | Slovensko                 | MS                        | 6  | 0 | 1 | 1 | 0  |
| 2012                      | Slovensko                 | MS                        | 10 | 0 | 0 | 0 | 2  |
| 2013                      | Slovensko                 | MS                        | 8  | 2 | 0 | 2 | 0  |
| 2014                      | Slovensko                 | OH                        | 3  | 0 | 0 | 0 | 2  |
| Juniorská kariéra celkově | Juniorská kariéra celkově | Juniorská kariéra celkově | 21 | 0 | 3 | 3 | 4  |
| Seniorská kariéra celkově | Seniorská kariéra celkově | Seniorská kariéra celkově | 43 | 3 | 1 | 4 | 24 |